# Волчихинський район
Волчи́хинський район (рос. Волчихинский район) — район у складі Алтайського краю Російської Федерації.
Адміністративний центр — село Волчиха.

## Історія
Район утворений 1924 року.

## Населення
Населення — 17084 особи (2019; 19703 в 2010, 22345 у 2002).

## Адміністративний поділ
Район адміністративно поділяється на 11 сільських поселень (сільрад):
| Поселення                        | Площа, км² | Населення, осіб (2002) | Населення, осіб (2010) | Населення, осіб (2019) | Центр        | Населені пункти |
| -------------------------------- | ---------- | ---------------------- | ---------------------- | ---------------------- | ------------ | --------------- |
| Березовська сільська рада        | 176,00     | 760                    | 541                    | 458                    | Березовський | 1               |
| Бор-Форпостівська сільська рада  | 458,46     | 1140                   | 939                    | 792                    | Бор-Форпост  | 1               |
| Волчихинська сільська рада       | 982,13     | 12128                  | 11198                  | 9883                   | Волчиха      | 3               |
| Востровська сільська рада        | 388,45     | 1806                   | 1675                   | 1497                   | Вострово     | 2               |
| Комінтернівська сільська рада    | 94,41      | 503                    | 445                    | 356                    | Комінтерн    | 1               |
| Малишево-Логівська сільська рада | 181,27     | 1392                   | 1171                   | 991                    | Малишев Лог  | 1               |
| Новокорміхинська сільська рада   | 177,71     | 808                    | 543                    | 407                    | Новокорміха  | 1               |
| П'ятковологівська сільська рада  | 102,86     | 489                    | 399                    | 312                    | П'ятков Лог  | 1               |
| Селіверстовська сільська рада    | 331,00     | 1031                   | 829                    | 627                    | Селіверстово | 1               |
| Солоновська сільська рада        | 333,47     | 1056                   | 926                    | 779                    | Солоновка    | 1               |
| Усть-Волчихинська сільська рада  | 367,96     | 1232                   | 1082                   | 982                    | Усть-Волчиха | 2               |

- 2011 року ліквідована Приборовська сільська рада, територія увійшла до складу Востровської сільської ради[4]; ліквідована Правдинська сільська рада, територія увійшла до складу Волчихинської сільської ради[5].

## Найбільші населені пункти
Нижче подано список населених пунктів з чисельністю населенням понад 1000 осіб:
| № | Населений пункт | Населення, осіб (2002) | Населення, осіб (2010) |
| - | --------------- | ---------------------- | ---------------------- |
| 1 | Волчиха         | 11301                  | 10396                  |
| 2 | Вострово        | 1395                   | 1301                   |
| 3 | Малишев Лог     | 1392                   | 1171                   |